# 伏尔加河畔克拉斯诺耶
伏尔加河畔克拉斯诺耶（羅馬化：Krasnoye-na-Volge）是俄罗斯科斯特罗马州的市级镇、克拉斯诺谢利斯基区行政中心，位于伏尔加河左岸，地处科斯特罗马州西南部，西北距州府科斯特罗马约35（22英里）。
伏尔加河畔克拉斯诺耶在2002年被列为俄罗斯历史名城之一，但并未出现在2010年更新后的名单上。该地2021年人口有8,193人；2010年人口7,797；2002年人口8,162；1989年人口8,598。